# Leucoglossum
Leucoglossum is een geslacht van schimmels behorend tot de familie Geoglossaceae. Het geslacht is door Sanshi Imai
voor het eerst wetenschappelijk geldig gepubliceerd in 1942. De typesoort is Leucoglossum durandii.

## Soorten
Volgens Index Fungorum telt dit geslacht twee soorten (peildatum november 2020):
| Soortnaam                | Auteur(s)                  | Publicatiejaar |
| ------------------------ | -------------------------- | -------------- |
| Leucoglossum durandii    | (Teng) S. Imai             | 1942           |
| Leucoglossum leucosporum | (Benkert & Hardtke) Arauzo | 2014           |